# Tacos franceses
Los tacos franceses (en francés: tacos français) también conocidos como tacos de Lyon (en francés: tacos lyonnais) o matelas (en francés: colchón) son un plato de comida rápida que suele consistir en una tortilla de harina asada y doblada alrededor de un relleno de patatas fritas, queso y carne, entre otros ingredientes de charcutería. Más parecido a un burrito que a un taco, y que se inspira en la cocina mexicana, se originó en la región de Auvernia-Ródano-Alpes en Francia a principios de la década de 2000, antes de hacerse popular entre los adolescentes y jóvenes de toda Francia y del extranjero.

## Historia
Hay versiones contradictorias sobre el origen exacto de los tacos franceses. Según la revista marroquí TelQuel, fueron inventados a mediados de la década de 2000 por los hermanos de origen marroquí Abdelhadi y Mohammed Moubarek cuando regentaban una tienda de kebabs en Saboya. Por su parte, la serie documental francesa 66 minutes atribuye a Mohamed Soualhi, fundador de la cadena Tacos Avenue (antes Tacos King), la invención del sándwich en Lyon a finales de la década de 2000. Sin embargo, el propio Soualhi, así como otras fuentes, han afirmado que los «tacos franceses» se vieron por primera vez en los restaurantes de comida rápida de la ciudad de Vaulx-en-Velin, cerca de Lyon, a principios de la década de 2000.
A finales de la década de 2000, los tacos franceses se hicieron populares entre los adolescentes y los jóvenes adultos de la región. Años más tarde, su popularidad se extendió al resto de Francia, ya que las cadenas dedicadas a ello realizaron campañas publicitarias masivas, con la ayuda de las redes sociales y el respaldo de famosos.
En 2013, los hermanos Moubarek abrieron el primer restaurante dedicado a los tacos franceses en Marruecos, «Tacos de Lyon», en Mers Sultan. El bocadillo se hizo más tarde popular entre los jóvenes adultos de las principales ciudades del Reino. Se abrieron restaurantes similares en otros países, como Senegal.
Hubo una recepción negativa por parte de algunos mexicanos en Francia, diciendo que los tacos franceses eran una apropiación cultural inapropiada.